# J.N. Uhre
Jens Nielsen Uhre (født 21. februar 1808 i Uhre i Tirstrup Sogn, død 20. juli 1853 i Galtho i samme sogn) var en dansk gårdmand og politiker.
J.N. Uhre blev født i Uhre i nordøst for Varde som søn af gårdmand Niels Christian Berthelsen. Han var landmand og ejede fra 1845 en gård i Galtho. Uhre var sogneforstander 1848-1853.
Uhre var medlem af Folketinget valgt i Ribe Amts 1. valgkreds (Vardekredsen) fra 1852 til maj 1853. Han genopstillede ikke ved folketingsvalget i maj 1853 og døde få måneder efter valget.